# Thyreus maculiscutis
Thyreus maculiscutis är en biart som först beskrevs av Cameron 1905.  Thyreus maculiscutis ingår i släktet Thyreus och familjen långtungebin. Inga underarter finns listade i Catalogue of Life.